# Ermita de Santa María del Buen Viaje
La ermita de Santa María del Buen Viaje (en catalán: Santa Maria del Bon Viatge) es una ermita de San Juan Despí, perteneciente a la comarca catalana del Bajo Llobregat en la provincia de Barcelona. Está situada en la plaza de la Ermita enfrente de la iglesia de San Juan Bautista. Es un monumento protegido e inventariado dentro del Patrimonio Arquitectónico Catalán como Bien Cultural de Interés Local.

## Descripción

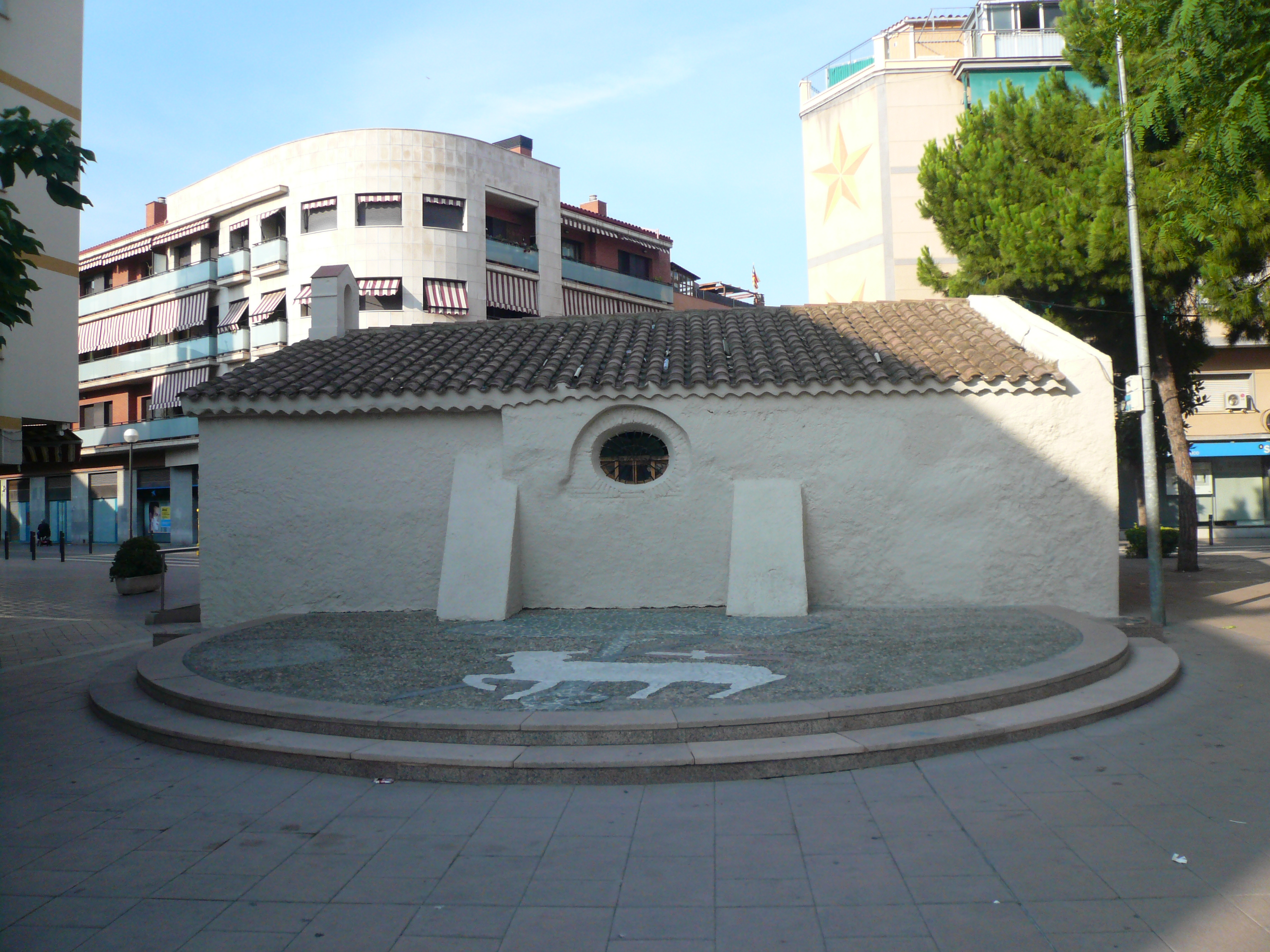
Vista lateral de la ermita.

Es un edificio religioso de planta rectangular y cubierta con envigado sobre arco diafragmático. Se encontraba rodeado, por un lado, por la calle; por detrás, por una agrupación de casas viejas adosadas a la ermita; y de un jardín cerrado en el otro lado. Ahora (2014) se encuentra exenta en la plaza de la Ermita. Está apoyada en contrafuertes, presenta aberturas circulares y está rematada por un campanario de espadaña.

## Historia
Los peatones que pasaban por Sant Joan Despí se paraban para pedir a la Virgen un buen viaje. La ermita fue dañada por las guerras y sucesivas inundaciones y al ir levantando el nivel del vial se ha ido hundiendo el nivel del suelo de la capilla respecto a la calle y por lo tanto han tenido que instalar unos peldaños a fin de acceder sin dificultad. Según documentación del archivo diocesano, en esta capilla se veneraba la Virgen María desde el 1262. El edificio hizo también de alojamiento y hospedaje. Resta cerrada todo el año y sólo se abre en Navidad para alojar la exposición de pesebres.